# Peter John Ramos
Peter John Ramos (Fajardo, Puerto Rico, 23 de mayo de 1985) es un exjugador de baloncesto y actual luchador profesional puertorriqueño. Con 2,21 metros de altura, jugaba en la posición de pívot.

## Trayectoria en el baloncesto

### Inicios
Aunque nació en Puerto Rico, Ramos se mudó a Nueva York junto a su madre y sus hermanos cuando tenía 5 años. Allí, después de cumplir 14 y ya midiendo 2.10 metros, fue visto en una tienda por un exjugador del Baloncesto Superior Nacional, quien -impactado por su altura- se lo notificó al propietario de los Criollos de Caguas. Este le ofreció un contrato sin haberlo visto jugar, llevándoselo de regreso a su país para que asistiera al Colegio Bautista de Caguas y entrenara con el equipo profesional. Finalmente Ramos hizo su debut en la liga local durante el año 2001.

### Breve paso por el baloncesto estadounidesne
Tras promediar 20,1 puntos y 9,4 rebotes en 2004 con los Criollos -siendo el líder de la temporada del BSN en anotaciones, rebotes y tapones-, fue elegido en la trigésima segunda posición del Draft de la NBA de 2004 por Washington Wizards. Se convirtió así en el tercer jugador puertorriqueño de la historia en ser drafteado en la NBA. 
En su primera y única temporada en la NBA sólo vio acción en 6 encuentros, pasando el resto del tiempo inactivo a causa de las lesiones. 
Al año siguiente la franquicia lo asignó a su equipo afiliado de la NBA D-League, los Roanoke Dazzle. Disputó allí 44 partidos con marcas de 14,9 puntos y 7,7 rebotes por presentación.
Tras desvincularse de los Wizards, se presentó al Draft de la NBA Development League de 2006, siendo elegido por Idaho Stampede, equipo para el que jugaría durante una temporada. Ese año fue elegido para disputar el All-Star Game de la liga, pero finalmente no estuvo en el evento debido a una lesión. 

### Experiencia en España
En el verano de 2007 regresó a los Criollos de Caguas para jugar nuevamente en el BSN. Luego de ello fichó por el Alta Gestión Fuenlabrada de la Liga ACB. Allí jugó dos temporadas, regresando en los veranos a su país para disputar el BSN. En Fuenlabrada promedió 6,1 puntos y 4,1 rebotes por partido.

### Asia y el Caribe
En diciembre de 2009 migró a China contratado por el Zhejiang Lions de la Chinese Basketball Association. Durante la siguiente década, Ramos se establecería como jugador destacado en el baloncesto profesional asiático, actuando en equipos de China, Corea del Sur, Filipinas y Taiwán. Al mismo tiempo el pívot disputó varias temporadas del BSN en clubes como Piratas de Quebradillas, Capitanes de Arecibo, Brujos de Guayama, Vaqueros de Bayamon, Gallitos de Isabela, Caciques de Humacao, y Leones de Ponce, y jugó en torneos de la República Dominicana para los equipos Metros de Santiago y Rafael Barias.

### Selección nacional
Ramos jugó para la selección de baloncesto de Puerto Rico desde 2004 hasta 2016, habiendo competido en diversos torneos internacionales como los Juegos Olímpicos de Atenas de 2004 y la Copa Mundial de Baloncesto de Japón 2006 y Turquía 2010.
Sus participaciones más exitosas con el equipo nacional se registraron en el Campeonato FIBA Américas de San Juan 2003, Las Vegas 2007 y Puerto Rico 2009, consiguiendo dos medallas de bronce y una de plata. Además fue parte del plantel que obtuvo el bronce en los Juegos Panamericanos de Santo Domingo de 2003.

## Estadísticas de su carrera en la NBA

### Temporada regular
| Temporada | Edad | Equipo             | Liga | P | TIT | MIN | TC  | TCA | %TC  | 3P  | 3PA | %3P | TL  | TLA | %TL  | R.OF. | R.DEF. | REB | ASIS | ROB | TAP | PER | FP  | PTS |
| 2004-05   | 19   | Washington Wizards | NBA  | 6 | 0   | 3.3 | 0.8 | 1.7 | .500 | 0.0 | 0.0 |     | 0.2 | 0.3 | .500 | 0.2   | 0.5    | 0.7 | 0.0  | 0.0 | 0.2 | 0.5 | 0.7 | 1.8 |
| Total     |      |                    | NBA  | 6 | 0   | 3.3 | 0.8 | 1.7 | .500 | 0.0 | 0.0 |     | 0.2 | 0.3 | .500 | 0.2   | 0.5    | 0.7 | 0.0  | 0.0 | 0.2 | 0.5 | 0.7 | 1.8 |

## Carrera en la lucha libre profesional

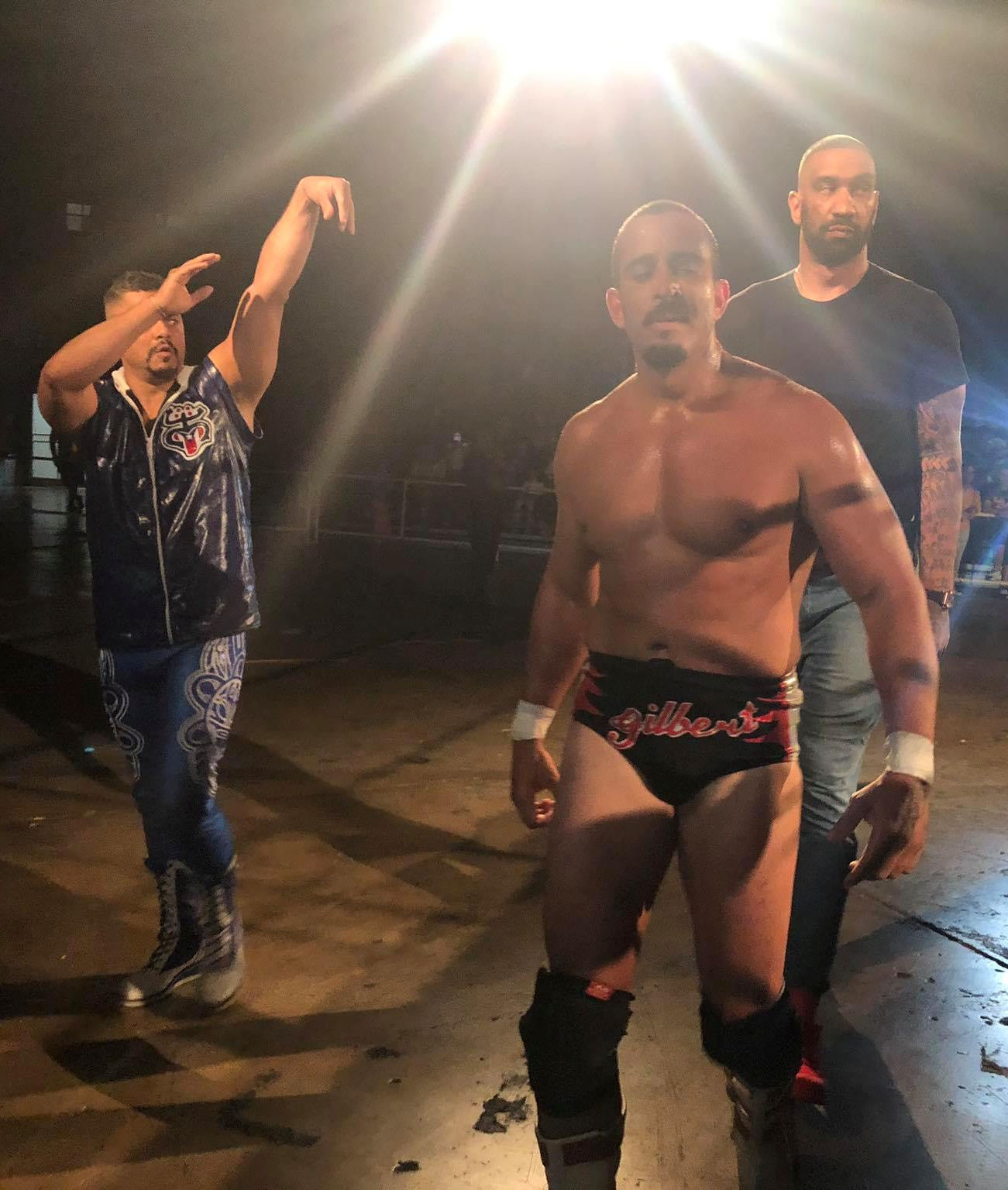
Ramos junto al grupo de luchadores denominado The Dynasty en la WWC.

Ramos es un aficionado a la lucha libre desde su infancia, motivo por el cual en 2016 declaró que tenía interés de competir en la disciplina una vez que terminase su carrera como baloncestista. Participó de varios eventos de exhibición de lucha libre, llegando incluso en enero de 2019 a pautar un frustrado enfrentamiento contra Carlos Cotto en el cual lo recaudado sería donado a causas de beneficencia.   
De todos modos en noviembre de 2019, luego de haber concluido su participación con los Leones de Ponce en el Baloncesto Superior Nacional, apareció en un evento del World Wrestling Council en Bayamón oficiando como árbitro en una pelea entre Ray González y Gilbert Cruz. Esa fue su presentación en el circuito, ya que durante el duelo terminó atacando a González y declarando así su filiación a El Sindicato, un grupo de luchadores del WWC que actúan como villanos. 
A comienzos del año siguiente Ramos, argumentando que su pretemporada la haría en los gimnasios de la World Wrestling Council, entrenó con un grupo de luchadores denominado The Dynasty, con el cual hizo su debut oficial en enero de 2020. Luego de ello se unió a los Leones de Ponce para una nueva temporada del BSN. Sin embargo, debido al comienzo de la pandemia de COVID-19, el torneo fue suspendido en el mes de marzo. Cuando se reiniciaron las actividades posteriormente, Ramos anunció que abandonaría el baloncesto para dedicarse a la lucha libre. En consecuencia formó el dúo Beast Mode con Germán Figueroa y compitió en el Qatar Pro Wrestling. Luego de ello se unió a la Organización Internacional de Lucha (OIL) con la cual recorrió Puerto Rico y México peleando bajo el apodo de "La Bestia".